# Dwight Foster
Dwight Foster (Toronto, Canadá; 2 de abril de 1957 – Toronto, Canadá; 6 de enero de 2025) fue un jugador de hockey sobre hielo de Canadá que jugó 11 temporadas con cuatro equipos en la NHL en la posición de ala derecha.

## Estadísticas

### Equipo
| 1973–74   | Kitchener Rangers   | OHA       | 67  | 23  | 32  | 55  | 61  | —  | — | —  | —  | —  |
| 1974–75   | Kitchener Rangers   | OMJHL     | 70  | 39  | 51  | 90  | 88  | —  | — | —  | —  | —  |
| 1975–76   | Kitchener Rangers   | OMJHL     | 61  | 36  | 58  | 94  | 110 | 8  | 4 | 6  | 10 | 28 |
| 1976–77   | Kitchener Rangers   | OMJHL     | 64  | 60  | 83  | 143 | 88  | 3  | 2 | 4  | 6  | 2  |
| 1977–78   | Boston Bruins       | NHL       | 14  | 2   | 1   | 3   | 6   | —  | — | —  | —  | —  |
| 1977–78   | Rochester Americans | AHL       | 3   | 0   | 3   | 3   | 2   | —  | — | —  | —  | —  |
| 1978–79   | Boston Bruins       | NHL       | 44  | 11  | 13  | 24  | 14  | 11 | 1 | 3  | 4  | 0  |
| 1978–79   | Rochester Americans | AHL       | 21  | 11  | 18  | 29  | 8   | —  | — | —  | —  | —  |
| 1979–80   | Boston Bruins       | NHL       | 57  | 10  | 28  | 38  | 42  | 9  | 3 | 5  | 8  | 2  |
| 1979–80   | Binghamton Dusters  | AHL       | 7   | 1   | 3   | 4   | 2   | —  | — | —  | —  | —  |
| 1980–81   | Boston Bruins       | NHL       | 77  | 24  | 28  | 52  | 62  | 3  | 1 | 1  | 2  | 0  |
| 1981–82   | Colorado Rockies    | NHL       | 70  | 12  | 19  | 31  | 41  | —  | — | —  | —  | —  |
| 1982–83   | Wichita Wind        | CHL       | 2   | 0   | 1   | 1   | 2   | —  | — | —  | —  | —  |
| 1982–83   | Detroit Red Wings   | NHL       | 58  | 17  | 22  | 39  | 58  | —  | — | —  | —  | —  |
| 1983–84   | Detroit Red Wings   | NHL       | 52  | 9   | 12  | 21  | 50  | 3  | 0 | 1  | 1  | 0  |
| 1984–85   | Detroit Red Wings   | NHL       | 50  | 16  | 16  | 32  | 56  | 3  | 0 | 0  | 0  | 0  |
| 1985–86   | Detroit Red Wings   | NHL       | 55  | 6   | 12  | 18  | 48  | —  | — | —  | —  | —  |
| 1985–86   | Boston Bruins       | NHL       | 13  | 0   | 0   | 0   | 4   | 3  | 0 | 2  | 2  | 2  |
| 1986–87   | Boston Bruins       | NHL       | 47  | 4   | 12  | 16  | 37  | 3  | 0 | 0  | 0  | 0  |
| Total NHL | Total NHL           | Total NHL | 541 | 111 | 163 | 274 | 420 | 35 | 5 | 12 | 17 | 4  |

### Selección nacional
| Año   | Selección | Evento |       | PJ | G | A | Pts | PIM |
| ----- | --------- | ------ | ----- | -- | - | - | --- | --- |
| 1977  | Canadá    | WJC    | 7     | 2  | 5 | 7 | 4   |     |
| Total | Total     | Total  | Total | 7  | 2 | 5 | 7   | 4   |

## Vida personal
Foster tuvo cuatro hijos: Dwayne, Peter, Alex y Genevieve. Su hijo Alex también jugó hockey sobre hielo a nivel profesional. Su otro hijo Peter recibió una beca escolar para estar en la United States Air Force Academy, donde jugó hockey sobre hielo como guardameta de los Air Force Falcons por cuatro años.